# Computerstaat
Computerstaat ist eine EP der Hamburger Punkband Abwärts und zugleich ihre erste eigene Veröffentlichung. Die EP erschien 1980 bei ZickZack Platten im 7″-Format und gilt als eine der bestverkauften unabhängig produzierten und vertriebenen Tonträger in der Bundesrepublik Deutschland dieser Jahre.

## Entstehungsgeschichte
Abwärts gingen im Februar 1980 in das Hamburger Hafenklang-Studio, um eine Single für das Hannoversche Independent-Label No Fun Records und den RipOff-Vertrieb von Frank Z. und Klaus Maeck aufzunehmen. Die selbstfinanzierten und -produzierten Aufnahmen erschienen dann jedoch beim neu vom Musikjournalisten Alfred Hilsberg gegründeten ZickZack-Label als deren zweite Veröffentlichung. An den Aufnahmen beteiligt waren Frank S. (Effekte, Gesang), Frank Z. (Gitarre, Gesang), Axel D. (Schlagzeug), Margitta (Gesang), Gibo (Bass). Die Band agierte unter diesen Pseudonymen, um als Kollektiv anzutreten und durch ihre Kunst, nicht als Individuen, Erfolg zu haben. Das Konzept schaute sich Abwärts von der Band Devo ab.
Die EP wurde später ohne Absprache mit der Band neu gepresst.

## Titelliste
Seite A
1. Computerstaat – 3:11
2. Japan – 3:05

Seite B
1. Moon of Alabama – 2:19
2. Wir warten – 4:16
3. Nach Haus – 1:35

## Liedinformationen
Musikalisch äußerst untypisch für eine Band aus der Hamburger Punkszene ist der Einsatz von Synthesizern und der äußerst monotone Sound.
Das erste Stück „Computerstaat“ ist bis heute eins der beliebtesten Abwärts-Stücke und hat einen festen Platz im Live-Set der Musikgruppe. Der minimalistische Abzählreim erinnerte an die Texte der ebenfalls elektronisch arbeitenden Band Deutsch-Amerikanische Freundschaft (DAF). Der Text zählt Gefahren des Kalten Kriegs auf und endet mit der Formel „Stalingrad, Stalingrad – Deutschland Katastrophenstaat. Wir leben im Computerstaat.“ Namentlich erwähnt werden die Politiker Jassir Arafat, zu jener Zeit Anführer der terroristisch agierenden PLO, sowie Leonid Breschnew, der damalige Parteichef der KPdSU. Der Text entstand unter dem Eindruck der Fortschritte bei der Kriminalitätsverfolgung, die aus der Sicht der Texter einen Überwachungsstaat möglich machten. Hier nannte Frank Z. vor allem Horst Herolds Rasterfahndungssystem als Inspirationsquelle. Der kurze Text beschreibt die Angst in Punkerkreisen vor einer nach den Verbrechen der Roten Armee Fraktion (RAF) aufkeimenden Hysterie gegen Linke und die aufkeimende Punkbewegung.
Die Zeile „Paranoia in der Straßenbahn“ war Namensgeber für den gleichnamigen Punksampler von Weird System, auf dem sich das besagte Stück ebenfalls befand. Es wurde mehrfach gecovert, unter anderem von den Punkbands Slime aus Hamburg und Die Toten Hosen aus Düsseldorf. Außerdem existiert eine Coverversion des Techno-DJs Westbam. Der deutsche Rolling Stone wählte das Stück 2013 zu den 111 besten deutschen Songs.
Bei Moon of Alabama handelt es sich um eine Interpretation des Alabama Song aus der Oper Aufstieg und Fall der Stadt Mahagonny von Bertolt Brecht und Kurt Weill.

## Veröffentlichungen und Charterfolge
In den führenden Musikzeitschriften Sounds und Musikexpress wurde die EP positiv aufgenommen. Das Abwärts-Debüt verkaufte sich außerordentlich gut und gehört zu den bestverkauften Tonträgern des im Zusammenhang mit der Punk-Bewegung gerade in der Entstehung begriffenen Netzwerks unabhängig produzierter und vertriebener Musik in der Bundesrepublik Deutschland. Es hielt sich fast ein Jahr auf Platz eins der deutschen Independentcharts der Musikzeitschrift Sounds. Alleine bis Sommer 1981 wurden 22000 Exemplare verkauft. Spätere Auflagen der EP wurden wie andere ZickZack-Produkte vom Independent-Vertrieb Indigo vertrieben.